# ويليم كويبيلس
ويليم كويبيلس (بالفرنسية: Willem Geubbels)‏ (16 أغسطس 2001 بفيلوربان في فرنسا - ) هو لاعب كرة قدم فرنسي في مركز الهجوم. لعب مع أولمبيك ليون.

## وصلات خارجية
- ويليم كويبيلس على موقع الاتحاد الأوربي (الإنجليزية)
- ويليم كويبيلس على موقع رابطة كرة القدم الفرنسية للمحترفين (الإنجليزية)
- ويليم كويبيلس على موقع قاعدة بيانات كرة القدم.إي يو (الإنجليزية)
- ويليم كويبيلس على موقع ليكيب (الفرنسية)
- ويليم كويبيلس على موقع Soccerbase.com (لاعب) (الإنجليزية)
- ويليم كويبيلس على موقع Soccerway.com (الإنجليزية)
- ويليم كويبيلس على موقع عالم كرة القدم.نت (الإنجليزية)
- ويليم كويبيلس على موقع AS.com (الإسبانية)